# CIMB Group
CIMB Group — малайзийский банк, один из крупнейших в Юго-Восточной Азии. Образовался в 2006 году в результате слияния нескольких банков.
Старейший предшественник, Bian Chiang Bank, был основан в 1924 году, в 1979 году название было изменено на Bank of Commerce Berhad. Pertanian Baring Sanwa Multinational Berhad был основан в 1974 году как совместное предприятие Bank Pertanian, Baring Brothers, британского Multinational Bank и японского Sanwa Bank. В результате слияния этих двух банков образовался Commerce International Merchant Bankers Berhad (CIMB, Предприятие международных торговых банкиров). С 1987 года акции этого предприятия котируются на Малайзийская фондовой бирже. В 1991 году произошло слияние с United Asian Bank Berhad; этот банк был образован слиянием малайзийских филиалов трёх индийских банков. В 1999 году произошло слияние с Bank Bumiputra Malaysia Berhad; этот банк был основан в 1965 году для развития штата Бумипутра. В 2002 году был куплен индонезийский Bank Niaga. В 2006 году, после покупки Southern Bank Berhad (основанного в 1965 году), была создана группа CIMB. В 2008 году были куплены индонезийский Bank Lippo (основан в 1948 году) и таиландский Bank Thai. В 2009 году было открыто отделение в Сингапуре, а в 2010 году — в Камбодже. В 2012 году было куплено большинство азиатских активов Royal Bank of Scotland Group. В 2013 году была открыта новая 40-этажная штаб-квартира группы в центре Куала-Лумпура. В 2016 году было открыто отделение во Вьетнаме. В 2017 году было создано совместное предприятие с China Galaxy Securities по предоставлению брокерских услуг CIMB Securities International. В 2018 году был основан виртуальный банк на Филиппинах.
Сеть банковской группы насчитывает 668 отделений, в том числе 234 отделения в Малайзии, 352 в Индонезии, 59 в Таиланде, 14 в Камбодже, по 2 в Сингапуре и Вьетнаме, по одному в Лаосе, Мьянме, Брунее, Филиппинах, КНР, Гонконге, Великобритании. Обслуживает более 16 млн клиентов.
Активы на конец 2020 года составляли 602 млрд малайзийских ринггитов ($143 млрд) из них 59 % приходилось на выданные кредиты, 24 % на инвестиции в ценные бумаги; 67 % пассивов пришлось на принятые депозиты. Основным регионом деятельности является Малайзия, далее следуют Индонезия, Таиланд, Сингапур, Великобритания, КНР и Гонконг.
Основные составляющие группы:
- CIMB Bank Berhad — коммерческий банк
- CIMB Investment Bank Berhad — инвестиционный банк
- PT Bank CIMB Niaga Tbk — коммерческий банк, Индонезия
- PT Commerce Kapital — инвестиционный холдинг, Индонезия
- CIMB SI Sdn. Bhd. — операции с ценными бумагами
- CIMB Islamic Bank Berhad — исламский банкинг
- CIMB Bank (Vietnam) Limited — коммерческий банк, Вьетнам
- CIMB Bank PLC — коммерческий банк, Камбоджа
- CIMB Thai Bank Public Company Limited — коммерческий банк, Таиланд